# Tomáš Mašín
Tomáš Mašín (nacido en Praga, el 22 de febrero de 1965) es un director de cine, guionista y artista checo.

## Vida y obra
Es pariente lejano de Josef Mašín (el bisabuelo de Tomáš era tío de Josef). Se licenció en la Academia de Bellas Artes de Praga, especializándose en grafismo, pintura, arte conceptual y nuevos medios. Entre 1993 y 1995 trabajó como arquitecto cinematográfico. En 1995 cofundó la productora Dawson Productions. Durante este periodo, trabajó en proyectos multimedia, realizó el cortometraje Hotel y creó jingles para los programas de televisión musicales Point, BigBeat y MTV.
También es director comercial. Debutó en el campo del largometraje con 3 Seasons in Hell (2009), que fue nominada a 11 Leones checos, ganando tres (mejor actor, cinematografía, sonido). La película estuvo presente en la competición principal del Festival de Cine de Karlovy Vary en 2010.
Su segunda película Ciudad Wilson (2015), producida por Filmbrigade, fue nominada a la 4ª edición de los Leones checos. En 2018, dirigió seis de los ocho episodios de la serie de televisión Profesor T. Junto con Tereza Kopáčová, dirigió la serie de televisión Ochránce.
En 2023 estrenó dos largometrajes: No tiene ningún secreto (2023) y Hermanos (2023), esta última siendo seleccionada como la candidata checa a la mejor película internacional en los Premios Óscar 2024.
También es director teatral. La obra After the End of the World (D. Kelly) fue preseleccionada para los Thalia Theatre Awards 2019.
Trabajó como director creativo en la campaña de Jiří Drahoš en las elecciones presidenciales de 2018.

## Filmografía
- 3 temporadas en el infierno (2009)
- Ciudad Wilson (2015)
- No tiene ningún secreto (2023)
- Hermanos (2023)